# 조천읍
조천읍(朝天邑)은 제주특별자치도 제주시 동부에 있는 읍이다. 면적은 150.64km2이며, 인구는 외국인을 제외하고 2019년 12월 31일을 기준으로 10,889세대, 24,670명이다. 읍 소재지는 조천리이다.

## 개요
조선 시대 제주목 좌면에 속했다. 1874년 조선 고종 1년 좌면이 신좌면과 구좌면으로 분리되었다.
일제강점기인 1935년 4월 1일 신좌면에서 조천면으로 개칭하였다. 1961년 8월 6일에는 대흘리가 대흘1ㆍ2리로 분리되었다. 1985년 10월 1일 읍으로 승격하였으며, 2006년 7월 1일에는 제주특별자치도가 출범함에 따라 제주시 조천읍이 되었다.

## 행정 구역
| 법정리 | 한자명 | 행정리  | 자연마을                                                                           | 비고            |
| ------ | ------ | ------- | ---------------------------------------------------------------------------------- | --------------- |
| 교래리 | 橋來里 | 교래리  | 상동, 하동                                                                         |                 |
| 대흘리 | 大屹里 | 대흘1리 | 본동                                                                               |                 |
| 대흘리 | 大屹里 | 대흘2리 | 본동                                                                               |                 |
| 북촌리 | 北村里 | 북촌리  | 1동, 2동, 3동, 해동, 억수동, 한사동                                                |                 |
| 선흘리 | 善屹里 | 선흘1리 | 본동, 신선동, 낙선동, 목선동                                                       |                 |
| 선흘리 | 善屹里 | 선흘2리 | 선진동, 선화동, 우진동, 선인동                                                     |                 |
| 신촌리 | 新村里 | 신촌리  | 동동, 중동, 중상동, 대수동, 서상동, 신연동, 서하동, 서원동, 벽수동, 영목동, 동수동 |                 |
| 신흥리 | 新興里 | 신흥리  | 동동, 중동, 서동                                                                   |                 |
| 와산리 | 臥山里 | 와산리  | 본동                                                                               |                 |
| 와흘리 | 臥屹里 | 와흘리  | 1구, 상동, 고평동, 초록동, 전원동                                                  |                 |
| 조천리 | 朝天里 | 조천리  | 상동, 중상동, 중동, 하동, 신안동, 봉소동, 양천동                                   | 읍사무소 소재지 |
| 함덕리 | 咸德里 | 함덕리  | 1구, 2구, 3구, 4구, 5구                                                            |                 |

## 관광
- 신촌현대식 화훼단지
- 만세동산
- 동백동산
- 고두기 언덕
- 신촌향사
- 달여도
- 함덕해수욕장
- 제주 항일기념관
- 산굼부리
- 연북정
- 조천연대
- 함덕연대
- 에코랜드
- 제주미니미니랜드
- 제주삼다수 공장

## 교육
- 대흘초등학교 (대흘리)
- 북촌초등학교 (북촌리)
- 신촌초등학교 (신촌리)
- 선흘초등학교 (선흘리)
- 조천초등학교 (조천리)
  - 교래분교 (교래리)
  - 신흥분교 (폐교) - 조천읍 신흥로2길 2-21 (신흥리)
- 함덕초등학교 (함덕리)
  - 선인분교 (선흘리)
- 조천중학교 (신촌리)
- 함덕중학교 (함덕리)
- 함덕고등학교 (신흥리)